# Belgrade Open 2021
Belgrade Open 2021 là một giải quần vợt trong ATP Tour 2021 thi đấu trên mặt sân đất nện ngoài trời. Giải đấu diễn ra tại Novak Tennis Center ở Belgrade, Serbia từ ngày 23 đến ngày 29 tháng 5 năm 2021.

## Điểm và tiền thưởng

### Phân phối điểm
| Sự kiện | VĐ  | CK  | BK | TK | Vòng 1/16 | Vòng 1/32 | Q  | Q2 | Q1 |
| Đơn     | 250 | 150 | 90 | 45 | 20        | 0         | 12 | 6  | 0  |
| Đôi     | 250 | 150 | 90 | 45 | 0         | —         | —  | —  | —  |

### Tiền thưởng
| Sự kiện | VĐ      | CK      | BK      | TK      | Vòng 1/16 | Vòng 1/32 | Q2     | Q1     |
| Đơn     | €78,795 | €46,290 | €27,290 | €15,595 | €9,025    | €5,275    | €2,580 | €1,340 |
| Đôi*    | €27,140 | €14,620 | €8,300  | €4,740  | €2,790    | —         | —      | —      |

*mỗi đội

## Nội dung đơn

### Hạt giống
| Quốc gia | Tay vợt              | Xếp hạng1 | Hạt giống |
| -------- | -------------------- | --------- | --------- |
| SRB      | Novak Djokovic       | 1         | 1         |
| FRA      | Gaël Monfils         | 14        | 2         |
| GEO      | Nikoloz Basilashvili | 31        | 3         |
| FRA      | Adrian Mannarino     | 37        | 4         |
| SRB      | Dušan Lajović        | 40        | 5         |
| SRB      | Filip Krajinović     | 41        | 6         |
| SRB      | Miomir Kecmanović    | 47        | 7         |
| ARG      | Federico Delbonis    | 50        | 8         |

- 1 Bảng xếp hạng vào ngày 17 tháng 5 năm 2021[1]

### Vận động viên khác
Đặc cách:
- Peđa Krstin
- Hamad Međedović
- Marko Topo

Miễn đặc biệt:
- Arthur Rinderknech

Thay thế:
- Federico Coria

Vượt qua vòng loại:
- Roberto Carballés Baena
- Andrej Martin
- Alex Molčan
- Christopher O'Connell

Thua cuộc may mắn:
- Lukáš Klein
- Mats Moraing

### Rút lui
Trước giải đấu
- Pablo Andújar → thay thế bởi  Federico Coria
- Laslo Đere → thay thế bởi  Mats Moraing
- Filip Krajinović → thay thế bởi  Lukáš Klein

Trong giải đấu
- Roberto Carballés Baena

## Nội dung đôi

### Hạt giống
| Quốc gia | Tay vợt           | Quốc gia | Tay vợt           | Xếp hạng1 | Hạt giống |
| -------- | ----------------- | -------- | ----------------- | --------- | --------- |
| IND      | Rohan Bopanna     | CRO      | Franko Škugor     | 76        | 1         |
| FRA      | Fabrice Martin    | MON      | Hugo Nys          | 88        | 2         |
| URU      | Ariel Behar       | ECU      | Gonzalo Escobar   | 97        | 3         |
| BRA      | Marcelo Demoliner | MEX      | Santiago González | 105       | 4         |

- Bảng xếp hạng vào ngày 18 tháng 5 năm 2021.

### Vận động viên khác
Đặc cách:
- Hamad Međedović /  Marko Tepavac
- Ivan Sabanov /  Matej Sabanov

### Rút lui
Trước giải đấu
- Sander Arends /  David Pel → thay thế bởi  Sander Arends /  Luis David Martínez
- Rajeev Ram /  Joe Salisbury → thay thế bởi  Roberto Carballés Baena /  Federico Coria

## Nhà vô địch

### Đơn
- Novak Djokovic đánh bại  Alex Molčan, 6–4, 6–3

### Đôi
- Jonathan Erlich /  Andrei Vasilevski đánh bại  André Göransson /  Rafael Matos, 6–4, 6–1